# 湯慶松
湯慶松（1907年1月9日—1977年9月2日），台灣苗栗縣人，台灣省議員。

## 生平
湯慶松，因其敢言、敢衝，在政壇贏得「湯大砲」的稱號。與郭雨新、郭國基等省議員合稱「黨外五虎將」。妻子邱英妹，出身極著名醫生世家，醫學博士雲集，為家中唯一女兒，從小備受寵愛。嫁給湯慶松後，勤儉持家。
日治時代，湯慶松就讀四湖公學校，師從文學大師吳濁流，後來擔任過苗栗區長邱雲興（邱仕榮之父）的助役。戰後從政，曾為苗栗愛鄉民主實力派要角。在劉定國擔任縣長時，安排他與魏綸洲搭檔競選正、副議長，希望能收買他。但湯議員不改問政風格，經常尖銳質詢劉定國縣長，留下「新兵怕砲，老兵怕槍」的笑談。1968年省議員選舉，因不滿已連任5屆大老黃運金棧戀，違反民主運作慣例，首先發難並成功高票當選，是著名民主改革派人士。

## 相關連結
- 台灣地方派系